# ريسيستينسيا
ريسيستينسيا (بالإسبانية: Resistencia, Chaco)‏ هي مدينة تقع في الأرجنتين في سان فرناندو. يقدر عدد سكانها بـ 274,490 نسمة ومساحتها 562 كم2 وترتفع عن سطح البحر 20 متر.

## المناخ
يظهر الجدول التالي التغييرات المناخية على مدار السنة لريسيستينسيا:
| البيانات المناخية لـريسيستينسيا          | البيانات المناخية لـريسيستينسيا | البيانات المناخية لـريسيستينسيا | البيانات المناخية لـريسيستينسيا | البيانات المناخية لـريسيستينسيا | البيانات المناخية لـريسيستينسيا | البيانات المناخية لـريسيستينسيا | البيانات المناخية لـريسيستينسيا | البيانات المناخية لـريسيستينسيا | البيانات المناخية لـريسيستينسيا | البيانات المناخية لـريسيستينسيا | البيانات المناخية لـريسيستينسيا | البيانات المناخية لـريسيستينسيا | البيانات المناخية لـريسيستينسيا |
| الشهر                                    | يناير                           | فبراير                          | مارس                            | أبريل                           | مايو                            | يونيو                           | يوليو                           | أغسطس                           | سبتمبر                          | أكتوبر                          | نوفمبر                          | ديسمبر                          | المعدل السنوي                   |
| ---------------------------------------- | ------------------------------- | ------------------------------- | ------------------------------- | ------------------------------- | ------------------------------- | ------------------------------- | ------------------------------- | ------------------------------- | ------------------------------- | ------------------------------- | ------------------------------- | ------------------------------- | ------------------------------- |
| الدرجة القصوى °م (°ف)                    | 41.8 (107.2)                    | 42.1 (107.8)                    | 40.7 (105.3)                    | 38.1 (100.6)                    | 35.5 (95.9)                     | 32.3 (90.1)                     | 35.5 (95.9)                     | 38.0 (100.4)                    | 40.5 (104.9)                    | 44.4 (111.9)                    | 43.5 (110.3)                    | 42.3 (108.1)                    | 44.4 (111.9)                    |
| متوسط درجة الحرارة الكبرى °م (°ف)        | 33.3 (91.9)                     | 32.1 (89.8)                     | 30.7 (87.3)                     | 26.9 (80.4)                     | 23.6 (74.5)                     | 21.3 (70.3)                     | 21.4 (70.5)                     | 23.7 (74.7)                     | 25.3 (77.5)                     | 28.1 (82.6)                     | 29.8 (85.6)                     | 32.1 (89.8)                     | 27.4 (81.3)                     |
| المتوسط اليومي °م (°ف)                   | 26.8 (80.2)                     | 25.9 (78.6)                     | 24.6 (76.3)                     | 21.2 (70.2)                     | 17.6 (63.7)                     | 15.4 (59.7)                     | 14.8 (58.6)                     | 16.7 (62.1)                     | 18.5 (65.3)                     | 21.8 (71.2)                     | 23.6 (74.5)                     | 25.8 (78.4)                     | 21.1 (70.0)                     |
| متوسط درجة الحرارة الصغرى °م (°ف)        | 20.9 (69.6)                     | 20.5 (68.9)                     | 19.5 (67.1)                     | 16.5 (61.7)                     | 12.6 (54.7)                     | 10.8 (51.4)                     | 9.5 (49.1)                      | 10.8 (51.4)                     | 12.4 (54.3)                     | 15.9 (60.6)                     | 17.7 (63.9)                     | 19.7 (67.5)                     | 15.6 (60.1)                     |
| أدنى درجة حرارة °م (°ف)                  | 10.6 (51.1)                     | 9.4 (48.9)                      | 5.8 (42.4)                      | 2.1 (35.8)                      | −3.2 (26.2)                     | −4.7 (23.5)                     | −3.8 (25.2)                     | −4.1 (24.6)                     | −1.4 (29.5)                     | 1.4 (34.5)                      | 5.8 (42.4)                      | 7.7 (45.9)                      | −4.7 (23.5)                     |
| الهطول مم (إنش)                          | 161.1 (6.34)                    | 165.6 (6.52)                    | 174.4 (6.87)                    | 202.3 (7.96)                    | 78.4 (3.09)                     | 63.8 (2.51)                     | 30.6 (1.20)                     | 38.0 (1.50)                     | 68.9 (2.71)                     | 134.7 (5.30)                    | 168.2 (6.62)                    | 146.9 (5.78)                    | 1٬432٫9 (56.41)                 |
| متوسط أيام هطول الأمطار (≥ 0.1 mm)       | 8.9                             | 9.1                             | 9.2                             | 9.6                             | 7.1                             | 7.9                             | 5.6                             | 5.0                             | 7.6                             | 10.1                            | 10.0                            | 9.1                             | 99.2                            |
| متوسط الرطوبة النسبية (%)                | 70.8                            | 74.5                            | 77.4                            | 81.0                            | 81.7                            | 82.5                            | 77.3                            | 72.5                            | 70.6                            | 71.8                            | 72.0                            | 70.8                            | 75.2                            |
| المصدر: Servicio Meteorológico Nacional ‏ |                                 |                                 |                                 |                                 |                                 |                                 |                                 |                                 |                                 |                                 |                                 |                                 |                                 |

## توأمة
لريسيستينسيا اتفاقيات توأمة مع كل من:
- أسونسيون
- أوديني
- ترينتو
- ساو فيسنتي، ساو باولو
- نيو أورلينز

## أعلام
- إنريكي تشازاريتا
- غويلرمو إيفانز
- خوليو موسيميسي
- كريستيان خيمينيز
- أوسكار أليمان
- هيكتور فريستشي